# 建兰路街道
建兰路街道，是中华人民共和国甘肃省兰州市七里河区下辖的一个乡镇级行政单位。

## 行政区划
建兰路街道下辖以下地区：
建兰路社区、王家堡社区、建兰北路社区、吴家园社区、吴家园西街社区、火星街社区和光华街社区。